# اچ‌ام‌اس آرتفول (پی۴۵۶)
اچ‌ام‌اس آرتفول (پی۴۵۶) (به انگلیسی: HMS Artful (P456)) یک زیردریایی بود که طول آن ۲۹۳ فوت ۶ اینچ (۸۹٫۴۶ متر) بود. این زیردریایی در سال ۱۹۴۴ ساخته شد.